# Tegostoma salsolacalis
Tegostoma salsolacalis is een vlinder uit de familie van de grasmotten (Crambidae). De wetenschappelijke naam van deze soort is voor het eerst voorgesteld door Pierre Chrétien in een publicatie uit 1911.
De soort komt voor in Algerije.